# Eduard III.
Eduard III. (13. listopadu 1312, Windsor – 21. června 1377, Richmond) byl jeden z nejúspěšnějších králů Anglie ve středověku. Obnovil autoritu krále po katastrofální vládě svého otce Eduarda II. a změnil Anglii v jednu z nejmocnějších vojenských mocností Evropy. V době jeho dlouhé vlády došlo k velkému rozvoji práva, vlády, vývoji parlamentu, ale i velké morové nákaze označované jako černá smrt.
Po válečném tažení ve Skotsku si začal roku 1340 činit nárok na francouzský trůn, a zahájil tak konflikt zvaný stoletá válka. Po počátečních problémech se po bitvě u Kresčaku a Poitiers situace obrátila ve prospěch Angličanů a byla uzavřena dohoda z Brétigny. V pozdějším období vlády ale utrpěl některé zahraniční neúspěchy a musel řešit některé spory v Anglii, způsobené jeho častou nepřítomností a špatným zdravím.

## Mládí
Eduard se narodil 13. listopadu ve Windsorském hradu. Ve stáří dvanácti dnů byl jmenován hrabětem z Chesteru a po dvou dalších měsících mu otec Eduard II. přidělil služebnictvo, takže se již v raném dětství dostal do postavení bohatých dospělých šlechticů. Když mu bylo 14 let, jeho matka, královna Izabela Francouzská, a její milenec Roger Mortimer přinutili jeho otce abdikovat na anglický trůn. Čtrnáctiletý Eduard tak byl 1. února 1327 korunován anglickým králem jako Eduard III. a Izabela s Mortimerem byli určeni jako jeho regenti. Mortimer se tak stal de facto vládcem Anglie a mladého Eduarda vystavoval ponížení a neúctě.
Mortimer si byl vědom, že jeho postavení je nejisté, hlavně poté, co se Eduardovi a jeho ženě Filipě narodil 15. června 1330 syn. Mortimer využíval svou pozici k tomu, aby získal majetek a tituly náležející jiným šlechticům. Nicméně jeho arogance proti němu postavila mnohé další vlivné osobnosti. Mladý král nikdy nezapomněl na osud svého otce (uvádí se, že jeho vraždu zorganizovali Izabela a Mortimer) ani to, jakým způsobem se k němu chovali jeho regenti. 19. října 1330, těsně před jeho osmnáctými narozeninami, společně se svými přáteli zorganizoval přepadení a uvěznění Izabely a Mortimera, kteří v té době dleli na hradu v Nottinghamu. Mortimer byl uvězněn v Toweru a jeho majetek propadl ve prospěch krále. Byl obviněn z převzetí královské moci, bez řádného soudu odsouzen k trestu smrti a popraven.
| „                | Na doporučení svých rádců Eduard nařídil, aby také jali jeho matku, protože poskvrnila svou pověst příliš důvěrným vztahem k Mortimerovi. Za místo pobytu jí určil pěkný hrad, obklopil ji četným služebnictvem a poskytl slušný důchod. Sám ji pak navštěvoval dvakrát či třikrát do roka. | “ |
| — Jean Froissart | |   |

## Počáteční období vlády
Eduard se rozhodl nejdříve obnovit vládu nad Skotskem. Odmítl uznat dohodu z Northamptonu, která byla uzavřena jeho regenty, a tím obnovil právo na anglickou svrchovanost nad Skotskem. Eduardovi se podařilo získat zpět hraniční město Berwick a roku 1333 zvítězit v bitvě u Halidon Hill proti skotskému králi Davidovi II. Eduard tak mohl na skotský trůn dosadit Eduarda Balliola a žádat odměnu ve formě půdy v jižních hrabstvích Lothians, Roxburghshire, Berwickshire, Dumfriesshire, Lanarkshire a Peebleshire. Skotové se ale po krátké době vzpamatovali a na konci roku 1335 zvítězili v bitvě u Culbleanu, a ztížili tak anglickým okupantům pozici.

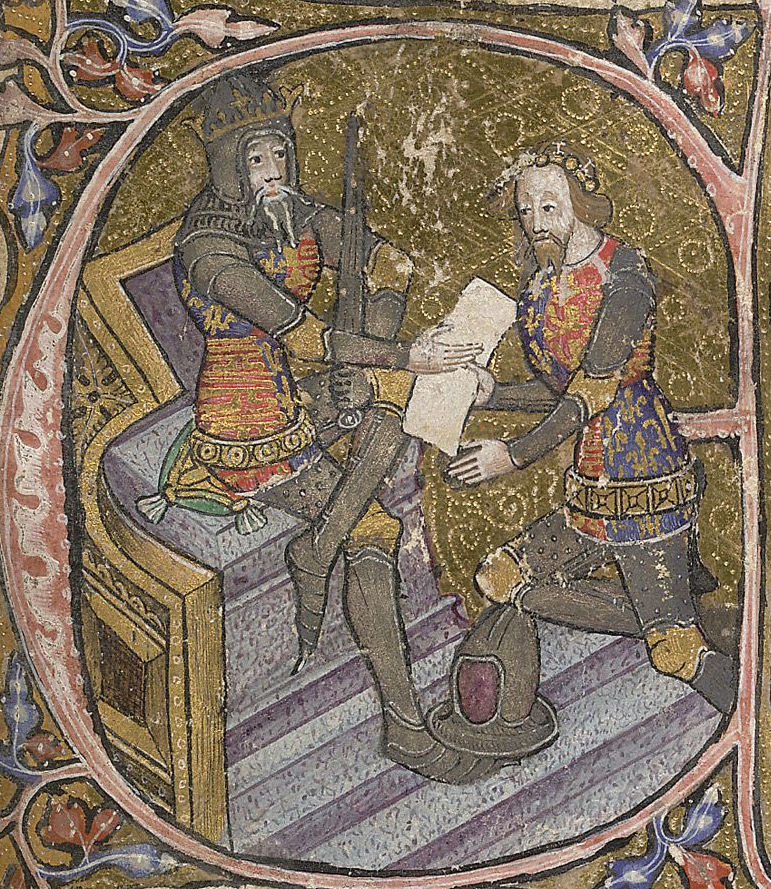
Eduard III. a jeho syn Eduard

I když Eduard pro vojenské operace ve Skotsku sestavil velkou a početnou armádu, byla roku 1337 velká část Skotska osvobozena Davidem II. Angličanům zůstalo pouze několik hradů, například Edinburgh, Roxburgh a Stirling. To nebyla vhodná pozice pro pokračování výbojů a na přelomu let 1338 a 1339 se Eduard vzdal myšlenky ovládnout Skotsko a soustředil se na udržení současné situace.
Musel řešit i problémy s Francií. Jednalo se o podporu francouzského krále Skotům prostřednictvím skotsko-francouzské aliance. Filip VI. poskytl Davidovi II. azyl a podporoval skotské tažení v severní Anglii. Francouzské vojsko napadalo anglická pobřežní města a vyvolávalo tak obavy z francouzské invaze. A državy anglického krále na kontinentu byly ohroženy, když Filip zabavil vévodství Akvitánie a hrabství Ponthieu. Rozhodl se tedy spor vyhrotit a vyhlásil své právo na francouzský trůn jako poslední mužský potomek dědečka z matčiny strany Filipa IV. Francouzi ale, odvolávaje se na staré právo, zpochybnili jeho následnictví prostřednictvím Eduardovy matky. Eduardovou odpovědí bylo použití anglických a francouzských symbolů ve svém erbu. Tento spor byl hlavní příčinou následné stoleté války.
| „                | ... knížata a baroni, zastavajíce názor, že v tak vznesešeném království nemůže panovat žena, rozhodli pominout nárok královny Isabely a jejího syna na francouzský dvůr a přenést vládu na Filipa z rodu Valois, což se stalo příčinou nemsírné zhoubné války, jež se pak vedla ve Francii i jinde... | “ |
| — Jean Froissart | |   |

Ve válce s Francií vytvořil alianci s císařem Ludvíkem IV., který mu přislíbil podporu. Na počátku válečného konfliktu dosáhli Angličané jen malé pokroky, když u Slys zničili francouzské vojsko a získali tak kontrolu nad Lamanšským průlivem. Mezitím finanční náklady na tažení ve Francii způsobily neklid v Anglii. Král Eduard se překvapivě objevil ke konci roku 1340 v Anglii a poté, co zjistil, že královská administrativa je v rozkladu, provedl v ní čistku. Toto opatření ale nepřineslo stabilitu a vyvolalo rozpory mezi králem a Janem Stratfordem, arcibiskupem canterburským. Eduard byl nucen v dubnu 1341 po nátlaku parlamentu přijmout určité finanční limity, ale v říjnu téhož roku tato omezení zrušil a arcibiskup Stratford byl vyobcován.

## Válka s Francií
Po nepřesvědčivých výsledcích na kontinentu se Eduard rozhodl roku 1346 k velké ofenzívě. Vylodil se v Normandii s armádou čítající 15 000 vojáků. Zahájil obléhání města Caen a vydal se na pochod severní Francií. 26. srpna se utkal s francouzským vojskem v bitvě u Kresčaku, ve které přesvědčivě zvítězil. Mezitím v Anglii Vilém Zouche, arcibiskup z Yorku, zmobilizoval vojsko proti Davidovi II., který se vrátil do Skotska a v bitvě u Neville's Cross, ho porazil a zajal. Zabezpečení severní hranice podpořilo Eduardovy výpady ve Francii a zahájil obléhání Calais, které vydrželo vzdorovat téměř rok.

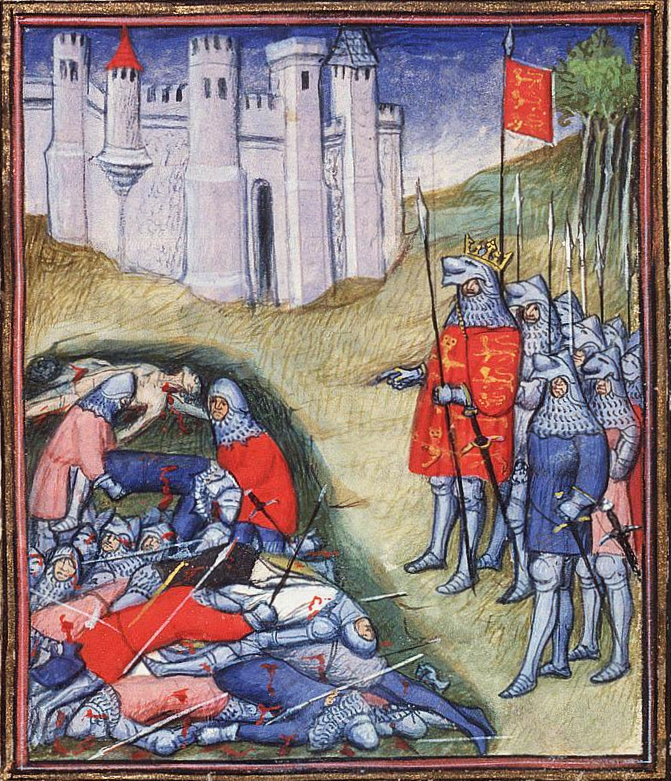
Eduard III. nechává počítat mrtvé na bojišti u Kresčaku

Po smrti Ludvíka IV. v říjnu 1347, se snažil jeho syn Ludvík V. přesvědčit Eduarda aby se postavil proti novému králi Karlu IV., ale v květnu 1348 se rozhodl neucházet o německou korunu. Roku 1348 zasáhla Evropu morová nákaza, která zahubila asi třetinu obyvatel Anglie. To znamenalo zastavení vojenského tažení. Mor způsobil velký nárůst ceny pracovní síly, ale země se z této katastrofy vzpamatovala relativně rychle.
Roku 1356 dosáhl jeho nejstarší syn Eduard velkého vítězství v bitvě u Poitiers. Anglické vojsko, které se střetlo s francouzskou přesilou, v této bitvě nejen zvítězilo, ale podařilo se mu i zajmout francouzského krále Jana II. Po tomto vítězství získala Anglie ve Francii velká území a francouzský král byl vězněn v Anglii a francouzská centrální vláda téměř zkolabovala. I když tažení z roku 1359 bylo úspěšné, nevedlo k celkovému vítězství a Eduard souhlasil s ujednáním z Brétigny, které sice uznávalo Eduardův nárok na francouzský trůn, ale zároveň zůstala správa Francie nezávislá.

## Pozdní období vlády
Zatímco počáteční období jeho vlády bylo úspěšné, druhá polovina Eduardovy vlády byla poznamenána bezvládím, vojenskými neúspěchy a politickými spory. Každodenní správa země pro něho byla méně zajímavá, než vojenské výpravy a byl závislý na práci svých podřízených. Jedním z nich byl Vilém Wykeham, který byl roku 1363 jmenován lordem tajné pečeti a roku 1367 i Lordem kancléřem. V důsledku politických problémů způsobených jeho nezkušeností byl parlamentem roku 1371 přinucen na tuto funkci rezignovat.

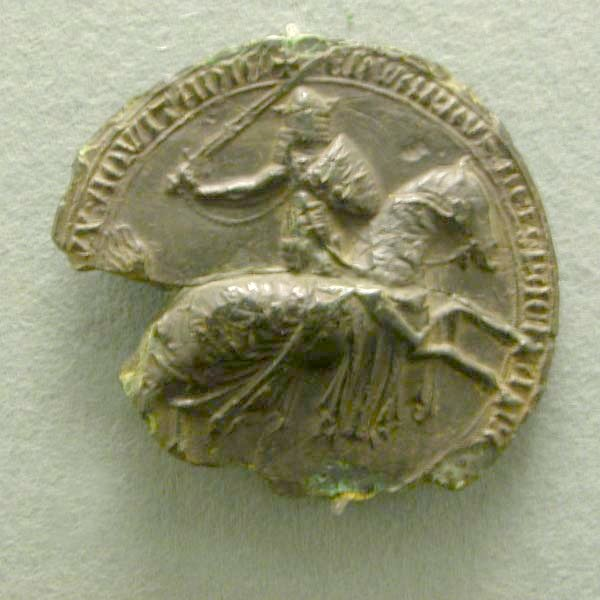
Eduardova velká pečeť

Jeho problémy zvyšovala i úmrtí jeho nejschopnějších velitelů, kteří podlehli morové nákaze. Jejich nástupci byli spíše spojenci princů než krále samotného. Králův druhý syn Lionel, se pokusil se svým vojskem podrobit Irsko, ale jeho výprava skončila neúspěchem. Ve Francii po dohodě z Brétigny následovalo období klidu, ale 8. dubna 1364 Jan II. ve vězení zemřel. Jeho následníkem se stal energický Karel V., který byl podporován Bertrandem Guesclinem. Roku 1369 byla válka s Francií obnovena a za velitele anglického vojska byl určen Eduardův syn Jan. Neúspěšné tažení bylo ukončeno roku 1375 uzavřením dohody z Brugg, která znamenala pro Anglii ztrátu dříve dobytých území, s výjimkou Calais, Bordeaux a Bayonne.
Vojenské neúspěchy v zahraničí a s tím spojené finanční náklady vedly k politickému neklidu. Parlament svolaný roku 1376, byl požádán o vypsání nových daní a především jeho Dolní sněmovna využila možnosti vznést námitky. Kritika směřovala na blízké královy spolupracovníky. Vilém Latimer a Jan Nevil, vysocí královští hodnostáři, byli odvoláni ze svých funkcí. Alice Perrersová, Eduardova milenka, byla z důvodu, že si přisvojovala příliš velký vliv, vypovězena ode dvora. Eduard i jeho nejstarší syn byli nemocní, a tak jejich zástupce Jan z Gentu byl nucen přistoupit na požadavky parlamentu. Nicméně na příštím jednání parlamentu roku 1377 byla většina z opatření přijatých předchozím parlamentem zrušena.
Eduard III. sám s těmito půtkami neměl mnoho společného a od roku 1375 se o vládu příliš nezajímal. Okolo 29. září 1376 onemocněl a po krátkém období zlepšení zdravotního stavu v únoru 21. června 1377 zemřel. Jeho následníkem se stal jeho desetiletý vnuk Richard II., syn jeho nejstaršího syna Eduarda, který zemřel 8. června 1376.

## Vývod z předků
|             |                           |  |                        |                                 |  |  |  |  |  |  |  | Jan Bezzemek |
|             |                           |  |                        |                                 |  |  |  |  |  |  |  |              |
|             | Jindřich III. Plantagenet |  |                        |                                 |  |  |  |  |  |  |  |              |
|             |                           |  |                        |                                 |  |  |  |  |  |  |  |              |
|             |                           |  |                        | Isabela z Angoulême             |  |  |  |  |  |  |  |              |
|             |                           |  |                        |                                 |  |  |  |  |  |  |  |              |
|             | Eduard I.                 |  |                        |                                 |  |  |  |  |  |  |  |              |
|             |                           |  |                        |                                 |  |  |  |  |  |  |  |              |
|             |                           |  |                        | Ramon Berenguer V. Provensálský |  |  |  |  |  |  |  |              |
|             |                           |  |                        |                                 |  |  |  |  |  |  |  |              |
|             | Eleonora Provensálská     |  |                        |                                 |  |  |  |  |  |  |  |              |
|             |                           |  |                        |                                 |  |  |  |  |  |  |  |              |
|             |                           |  |                        | Beatrix Savojská                |  |  |  |  |  |  |  |              |
|             |                           |  |                        |                                 |  |  |  |  |  |  |  |              |
|             | Eduard II.                |  |                        |                                 |  |  |  |  |  |  |  |              |
|             |                           |  |                        |                                 |  |  |  |  |  |  |  |              |
|             |                           |  |                        | Alfons IX. Leónský              |  |  |  |  |  |  |  |              |
|             |                           |  |                        |                                 |  |  |  |  |  |  |  |              |
|             | Ferdinand III. Kastilský  |  |                        |                                 |  |  |  |  |  |  |  |              |
|             |                           |  |                        |                                 |  |  |  |  |  |  |  |              |
|             |                           |  |                        | Berenguela Kastilská            |  |  |  |  |  |  |  |              |
|             |                           |  |                        |                                 |  |  |  |  |  |  |  |              |
|             | Eleonora Kastilská        |  |                        |                                 |  |  |  |  |  |  |  |              |
|             |                           |  |                        |                                 |  |  |  |  |  |  |  |              |
|             |                           |  |                        | Šimon z Dammartinu              |  |  |  |  |  |  |  |              |
|             |                           |  |                        |                                 |  |  |  |  |  |  |  |              |
|             | Johana z Ponthieu         |  |                        |                                 |  |  |  |  |  |  |  |              |
|             |                           |  |                        |                                 |  |  |  |  |  |  |  |              |
|             |                           |  |                        | Marie z Ponthieu                |  |  |  |  |  |  |  |              |
|             |                           |  |                        |                                 |  |  |  |  |  |  |  |              |
| Eduard III. |                           |  |                        |                                 |  |  |  |  |  |  |  |              |
|             |                           |  |                        |                                 |  |  |  |  |  |  |  |              |
|             |                           |  | Ludvík IX. Francouzský |                                 |  |  |  |  |  |  |  |              |
|             |                           |  |                        |                                 |  |  |  |  |  |  |  |              |
|             | Filip III. Francouzský    |  |                        |                                 |  |  |  |  |  |  |  |              |
|             |                           |  |                        |                                 |  |  |  |  |  |  |  |              |
|             |                           |  |                        | Markéta Provensálská            |  |  |  |  |  |  |  |              |
|             |                           |  |                        |                                 |  |  |  |  |  |  |  |              |
|             | Filip IV. Francouzský     |  |                        |                                 |  |  |  |  |  |  |  |              |
|             |                           |  |                        |                                 |  |  |  |  |  |  |  |              |
|             |                           |  |                        | Jakub I. Aragonský              |  |  |  |  |  |  |  |              |
|             |                           |  |                        |                                 |  |  |  |  |  |  |  |              |
|             | Isabela Aragonská         |  |                        |                                 |  |  |  |  |  |  |  |              |
|             |                           |  |                        |                                 |  |  |  |  |  |  |  |              |
|             |                           |  |                        | Jolanda Uherská                 |  |  |  |  |  |  |  |              |
|             |                           |  |                        |                                 |  |  |  |  |  |  |  |              |
|             | Izabela Francouzská       |  |                        |                                 |  |  |  |  |  |  |  |              |
|             |                           |  |                        |                                 |  |  |  |  |  |  |  |              |
|             |                           |  |                        | Theobald I. Navarrský           |  |  |  |  |  |  |  |              |
|             |                           |  |                        |                                 |  |  |  |  |  |  |  |              |
|             | Jindřich I. Navarrský     |  |                        |                                 |  |  |  |  |  |  |  |              |
|             |                           |  |                        |                                 |  |  |  |  |  |  |  |              |
|             |                           |  |                        | Markéta Bourbonská              |  |  |  |  |  |  |  |              |
|             |                           |  |                        |                                 |  |  |  |  |  |  |  |              |
|             | Jana I. Navarrská         |  |                        |                                 |  |  |  |  |  |  |  |              |
|             |                           |  |                        |                                 |  |  |  |  |  |  |  |              |
|             |                           |  |                        | Robert I. z Artois              |  |  |  |  |  |  |  |              |
|             |                           |  |                        |                                 |  |  |  |  |  |  |  |              |
|             | Blanka z Artois           |  |                        |                                 |  |  |  |  |  |  |  |              |
|             |                           |  |                        |                                 |  |  |  |  |  |  |  |              |
|             |                           |  |                        | Matylda Brabantská              |  |  |  |  |  |  |  |              |
|             |                           |  |                        |                                 |  |  |  |  |  |  |  |              |